# 18e Luftwaffen-Felddivisie
De Duitse 18e Luftwaffen-Felddivisie (Duits: 18. Luftwaffen-Feld-Division) was een Duitse infanteriedivisie tijdens de Tweede Wereldoorlog. De divisie diende ongeveer anderhalf jaar als kustverdediging in Zuid- en later Noord-Frankrijk, alvorens in augustus 1944 naar het front gestuurd te worden. Daar werd de divisie volledig vernietigd in de pocket van Mons.

## Geschiedenis

### Oprichting en inzet in 1943
De 18e Luftwaffen-Felddivisie werd op 1 december 1942 gevormd uit het Flieger-Regiment 52 plus overtollig Luftwaffe-personeel.
Al in januari 1943 werd de divisie naar Frankrijk verplaatst. Tussen 6 en 8 januari 1943 arriveerden de treinen met de divisie in Salies-de-Béarn, oostelijk van Bayonne. Van 18 tot 21 februari volgde een transfer naar Libourne bij Bordeaux. Tegen eind februari waren er in totaal 3130 man extra bij de divisie gekomen. Ten slotte volgde een transport naar Le Grand Millebrugghe van 6 tot 11 april 1943. De toegenomen grootte van de divisie was duidelijk: 8 treinen waren nodig in januari en 29 treinen in april. Op 8 april nam de divisie de kuststrook over van de 282e Infanteriedivisie, zijnde de sector Duinkerke – Gravelines.

### Overgenomen in hetHeer
Op 1 november 1943 werd de divisie bij Millebrugghe overgenomen door het Heer en kreeg de benaming 18e Felddivisie (L) (Duits: 18. Feld-Division (L)), waarbij de L voor Luftwaffe stond. In het algemeen werd (ook in officiële documentatie) de naam 18e Luftwaffen-Felddivisie verder gevoerd. Hierbij moest de divisie zijn 3e Afdeling (III. Abt., (Flak)) van het artillerieregiment afstaan. Deze bleef in de Luftwaffe en werd II./Flak-Regiment 52. 

### Inzet 1943/44
Ook na deze omvorming bleef de divisie in zijn sector en zelfs na de geallieerde landingen in Normandië bleef dit zo. Pas toen de geallieerden uit hun bruggenhoofd braken en snel noordwaarts trokken, werd de divisie uit zijn kustsector gehaald en naar Noord-Frankrijk/België gebracht in het pad van de geallieerde opmars. Daarbij geraakte de divisie eind augustus/begin september 1944 in de pocket van Mons en werd daar vernietigd.

### Einde
De 18e Luftwaffen-Felddivisie werd begin september 1944 vernietigd. Resten van de divisie trokken nog met het 7e Leger mee naar de omgeving van Aken en werden daarna uit het front gehaald en naar Denemarken gestuurd. Die werden daar gebruikt om mede de 18e Volksgrenadierdivisie op te richten.

## Slagorde
- Luftwaffen-Jäger-Regiment 35 (met drie bataljons)
- Luftwaffen-Jäger-Regiment 36 (met drie bataljons)
- Luftwaffen-Artillerie-Regiment 18 (met drie afdelingen)
- Panzerjäger-Abteilung der Luftwaffen-Feld-Division 18
- Luftwaffen-Pionier-Bataillon 18
- Radfahrer-Kompanie der Luftwaffen-Feld-Division 18
- Luftnachrichten-Kompanie der Luftwaffen-Feld-Division 18
- Versorgungseinheiten der Luftwaffen-Feld-Division 18

Vanaf 1 november 1943:
- Jäger-Regiment 35 (L) (met twee bataljons)
- Jäger-Regiment 36 (L) (met twee bataljons)
- Jäger-Regiment 48 (L) (met twee bataljons)
- Artillerie-Regiment 18 (L) (met drie afdelingen)
- Füsilier-Bataillon 18 (L)
- Feldersatz-Bataillon 18 (L)
- Panzerjäger-Abteilung 18 (L)
- Pionier-Bataillon 18 (L)
- Nachrichten-Abteilung 18 (L)
- Divisionseinheiten 18 (L)

## Commandanten

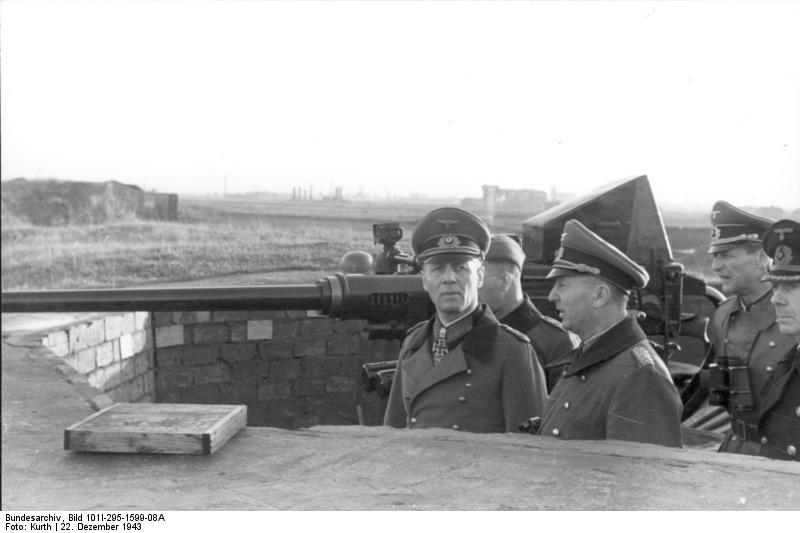
Generalfeldmarschall Erwin Rommel bij een stellingsinspectie bij Duinkerke, 3e van rechts Generalleutnant Rupprecht

| Rang            | Naam                                         | Begin            | Eind             |
| --------------- | -------------------------------------------- | ---------------- | ---------------- |
| Oberst          | Ferdinand von Stein-Liebenstein zu Barchfeld | december 1942    | 1 april 1943     |
| Generalmajor    | Wolfgang Erdmann                             | 1 april 1943     | 25 augustus 1943 |
| Generalmajor    | Fritz Reinshagen                             | 26 augustus 1943 | 27 oktober 1943  |
| Generalleutnant | Wilhelm Rupprecht                            | 1 november 1943  | 1 februari 1944  |
| Generalleutnant | Joachim von Treskow                          | 1 februari 1944  | september 1944   |

## Bovenliggende bevelslagen
| Legerkorps       | Leger          | Legergroep     | Plaats/regio         | Begin                | Eind                 |
| ---------------- | -------------- | -------------- | -------------------- | -------------------- | -------------------- |
| 86e Legerkorps   | 1. Armee       | Heeresgruppe D | Zuidwest-Frankrijk   | begin januari 1943   | begin april 1943     |
| 82e Legerkorps   | 15. Armee      | Heeresgruppe D | Duinkerke-Gravelines | 8 april 1943         | mei 1944             |
| 82e Legerkorps   | 15. Armee      | Heeresgruppe B | Duinkerke-Gravelines | mei 1944             | eind augustus 1944   |
| 58e Pantserkorps | 5. Panzerarmee | Heeresgruppe B | Mons                 | begin september 1944 | begin september 1944 |
| 74e Legerkorps   | 7. Armee       | Heeresgruppe B | Aken                 | begin september 1944 | medio september 1944 |